# Célestin N'Gbala
Pas d'image ? Cliquez ici

a Compétitions nationales et continentales officielles uniquement.

b Matchs officiels uniquement.
Célestin N'Gbala, ou Célestin N'Gabala, né le 18 mai 1971 à Abidjan (Côte d'Ivoire), est un joueur de rugby à XV qui joue avec l'équipe de Côte d'Ivoire, évoluant au poste d'ailier.

## Biographie
Célestin N'Gbala naît le 18 mai 1971 à Abidjan.
Il joue au Stade cadurcien avant que Jacques Fouroux le remarque et le fasse venir dans son club du FC Grenoble sous l’ère des « Mammouths de Grenoble » où il joue 6 matchs de championnat et se voit privé du titre de champion de France en 1993, défait 14 à 11 par le Castres olympique dans des conditions rocambolesques.
Il continuera un an après à l'US Cognac puis un retour au Stade cadurcien avant de continuer au Gourdon XV Bouriane toujours dans le Lot.

### Équipe nationale
Célestin N'Gabala joue avec l'équipe de Côte d'Ivoire.
Il marque un essai lors du match décisif contre l'équipe du Zimbabwe qui permet à son équipe de se qualifier pour la Coupe du monde 1995 à laquelle il participera avec son coéquipier du Stade cadurcien Lucien Niakou.

## Palmarès

### En tant que joueur
- Championnat de France de première division :
  - Vice-champion (1) : 1993 (avec le FC Grenoble)